# اکچال
آکچال (به لاتین: Akchal) یک منطقهٔ مسکونی در قرقیزستان است که در استان اوش واقع شده‌است.

## خصوصیات
اکچال ۲٬۷۴۷ نفر جمعیت دارد و ۱٬۳۸۷ متر بالاتر از سطح دریا واقع شده‌است.